# Авне Вал д'Ор
Авне Вал д'Ор (фр. Avenay-Val-d'Or) насеље је и општина у североисточној Француској у региону Шампања-Ардени, у департману Марна која припада префектури Ремс.
По подацима из 2011. године у општини је живело 901 становника, а густина насељености је износила 72,14 становника/km². Општина се простире на површини од 12,49 km². Налази се на средњој надморској висини од 108 метара.

## Демографија
| 1962. | 1968. | 1975. | 1982. | 1990. | 1999. | 2011. |
| ----- | ----- | ----- | ----- | ----- | ----- | ----- |
| 970   | 1.009 | 1.040 | 953   | 991   | 1.026 | 901   |

График промене броја становника у току последњих година